# Helmut Pfeiffer
 Denne artikel bør gennemlæses af en person med fagkendskab for at sikre den faglige korrekthed.
    Oversættelsen må sammenholdes med det tyske forlæg: Helmut Pfeiffer

Helmut Roland Heinrich Pfeiffer (2. november 1907 i Eiringhausen ved Plettenberg, Westfalen – 17. april 1945 i København) var en tysk jurist og SS-officer, som hjalp adskillige mennesker, der blev forfulgt af det nazistiske regime.

## Faglig karriere
Pfeiffer var søn af købmandsværkmester Heinrich Pfeiffer og Selma, f. Breddermann. Efter studentereksamen fra realgymnasiet i Altena studerede han rets- og statsvidenskab i Køln. Han tog referendareksamen i 1931 og assessoreksamen i 1935. I 1932 blev han i forretningsfører i „Gaurechtsamt Westfalen-Süd der NSDAP (Nazistpartiet)“, fra 1933 desuden juridisk rådgiver i arbejdstjenestens område 20B (Arbeitsdienst Gau 20B). I 1934 blev han Retsbevarerforbundets (NS-Rechtswahrerbund, et forbund af nazistiske advokater) organisationschef, derefter afdelingschef i NSDAPs rigsstyrelse i Rigsjustitsforvaltningen. (Hauptstellenleiter in der Reichsleitung der NSDAP im Reichsrechtsamt). I 1934 blev han endvidere ulønnet medarbejder dels i Organisationen for Industriel Økonomi, dels i Erhvervssammenslutningen for Metalvare-, Jern-, Stål- og Blikindustrien, hvor han var formand for voldgiftsretten.
I 1939 blev Pfeiffer leder af erhvervshovedafdelingen hos Generalguvernementet Polens rigsbefuldmægtigede Dr. Wilhelm Heuber. Efter stiftelsen af Det Internationale Retskammer (Internationale Rechtskammer) fungerede han som dettes første generalsekretær. Det Internationale Retskammer blev stiftet af Hans Frank og lejede sig først ind hos Retsbevarerforbundets bygning i Tiergartenstrasse 20-21 i Berlin, men flyttede senere til Unter den Linden 27.
I november 1941 blev Pfeiffer SS-Führer i SS-hovedforvaltningens stab, og i november 1942 blev han SS-Führer i Rigssikkerhedshovedforvaltningen (RSHA). I vinteren 1944 blev han SS-kaptajn (SS-Hauptsturmführer) i RSHA's afdeling VI-III-Kult.
Ved siden af disse stillinger drev Pfeiffer et sagførerkontor, der fungerede som et perfekt dække for hans hjælpeaktioner.

## Politisk karriere
Pfeiffer kom i kontakt med nationalsocialismen i Köln i 1927. 1929 – 1931 arbejdede han i ferierne som rådgiver for NSDAPs lokalafdelingsleder. Den 1. februar 1932 blev han medlem af NSDAP (medlemsnummer 894201). Han kan have været medlem af SA („Stormafdeling”) 1933-1934. Den 9. november 1938 blev han imidlertid medlem af SS (medlemsnummer 310.479) på anbefaling af SS-overdelingsfører Friedrich-Wilhelm Krüger, idet han fik rang som SS-kaptajn (SS-Hauptsturmführer).
Pfeiffer var elev og senere nær medarbejder af Carl Schmitt, statsrets- og retsteoriprofessor, med hvem han også omgikkes privat. Desuden var han blevet venner med Hans Frank – senere generalguvernør i det besatte Polen – gennem arbejdet først i Retsbevarerforbundet, derefter i det polske Generalguvernement og endelig i Det Internationale Retskammer.
Tidligt på sommeren 1943 var Pfeiffer inddraget i formidlingen af et tilbud fra Josef Stalin om separatfred: „Da jeg af Martin Bormann var tilsagt hans hus på Obersalzberg til en afsluttende samtale om den af mig til senere udgivelse påtænkte bog „Hitlers bordkonversationer“, tog jeg derfor mod til mig og informerede ham på vegne af en ven fra Berlin, Dr. Helmut Pfeiffer, Det internationale Retskammers generalsekretær, om et netop i Stockholm foreliggende tilbud fra Stalin om separatfred“. 

## Redningsaktioner
I efteråret 1942 fik den jødiske berlinerapoteker Dr. Ernst Silten at vide,„at (Pfeiffer) kunne forhindre min deportering, hvis jeg blev krævet til løsningen af erhvervsmæssige opgaver.“ Pfeiffers mangeårige forretningspartner fra Lübeck, industrimanden Dr. Heinrich Dräger, bad ham om at arrangere dette. Det kom dog aldrig dertil, da Dr. Ernst Silten i mellemtiden begik selvmord i forbindelse med en Gestapo-aktion i marts 1943.
Ernst Siltens søn, Dr. Fritz Silten, var allerede udvandret fra Tyskland i 1938 sammen med sin hustru Ilse, datteren Gabriele og sin mor, for at slå sig ned i Amsterdam. Værnemagtens besættelse af Nederlandene forhindrede den påtænkte udvandring til Argentina. Familien blev i juni 1943 ført til transitlejren Westerbork og i januar 1944 deporteret videre til Theresienstadt. Pfeiffer forsøgte via sine forbindelser at forhindre eller forhale transporten til Westerbork og derefter viderebefordringen til Theresienstadt eller i det mindste at få berammet en udsættelse. Takket være hans og Dr. Drägers bestræbelser overlevede Fritz, Ilse og Gabriele Silten nazi-regimet.
Endvidere gjorde Pfeiffer en indsats for juristen, Dr. Philipp Kozower (1894-1944), bestyrelsesmedlem af Den jødiske Menighed i Berlin, som med kone og fire små børn var blevet ført til Theresienstadt i januar 1943. Imidlertid kom hans redningsforsøg for sent, for familien blev i efteråret 1944 deporteret til Auschwitz og myrdet.
Sammen med den danske sagfører Erik Reitzel Nielsen bestræbte Pfeiffer sig på at få den danske tekstilhandler Willy Levysohn (1889-1944) frigivet fra koncentrationslejren Theresienstadt. I modsætning til de fleste danske jøder lykkedes det ikke Levysohn at flygte til Sverige den 30. september 1943. Levysohn døde imidlertid i marts 1944 af 'lungebetændelse'.
Andre troværdige tilfælde kendes fra vidnesbyrd, som endnu ikke underbygget: For eks. indgav Pfeiffer i 1942 eller 1943 en klage over Gestapo-embedsmænd i Polen, som havde tilegnet sig en såkaldt „ikke-ariers“ formue. For denne Klage blev Pfeiffer på sin side husket af Gestapo.
Pfeiffer engagerede sig desuden for de ca. 2000 danske politimænd, som i september 1944 blev arresteret af den tyske besættelsemagt og via koncentrationslejren Neuengamme ført til koncentrationslejren Buchenwald. Enkeltheder i Pfeiffers indsats kendes ikke, men i Folketingets undersøgelseskommissions beretning af 25. oktober 1950 henvises der flere gange til hans mellemkomst. 

Desuden findes Dr. Mirjana Tomljenovic-Markovic's øjenvidenberetning, som ikke har været tilgængelig før nu: Pfeiffers sidste redningsaktion drejede sig om fire unavngivne polakker, heraf tre jødiske, som han tidligere havde smuglet ind i Danmark. Pfeiffer tog dem med sig ved et forsøg på at flygte til Sverige i april 1945, men flugten mislykkedes, og alle blev ført til Gestapos hovedkvarter og derefter til Vestre Fængsel, hvor de skulle have været skudt den 27. april 1945. På grund af Det tredje Riges nærtstående opløsning fandt disse henrettelser ikke sted.
På grund af det utilstrækkelige bevismateriale har det ikke hidtil været muligt at optage Helmut Pfeiffer i de respektive databaser og mindesmærker.

## Militær karriere
På grund af en hjertefejl blev han først fritaget for militærtjeneste, senere kasseret (Wehrpass Berlin VIII 07/179/14/4 af 21.4.1939 Ers.Res. bd. tgl. II b.). Imidlertid blev hans status som kasseret i begyndelsen af 1944 ophævet på grund af politisk upålidelighed, men han kunne dog indtil videre udskyde sin indkaldelse. Indkaldelsen til SS-panserjægeruddannelses- og reserveafdeling I (Rastenburg, Østprøjsen) per 5. januar 1945 unddrog han sig ved flugten til Danmark.

## Afslutning
Venner fik ham indlagt på et københavnsk hospital til en fingeret blindtarmsoperation for at beskytte ham mod Gestapo. Hospitalsopholdet blev forlænget gennem feberfremkaldende indsprøjtninger. Om natten mellem den 10. og 11. april 1945 forsøgte han at flygte med båd til Sverige, men forgæves: Båden blev opbragt af kystvagten og Pfeiffer overgivet til Gestapos hovedkvarter i (Dagmarhus). Derefter blev han overført til Vestre Fængsel. Den 17. april 1945 blev han fundet kvalt i sin celle. Pfeiffer blev begravet på Københavns Vestre Kirkegård (E 1 / 3071 1314). Hans grav bliver passet af 'Volksbund Deutsche Kriegsgräberfürsorge'.
„Som følge af, at den med Dräger tæt samarbejdende sagfører Pfeiffer den 17. april 1945 var blevet myrdet af Gestapo p.gr. af sine aktiviteter for jøder, kunne entrepenøren holde sit engagement skjult til krigens afslutning.“ 

## Udmærkelser
- Æresvinkel for gamle stridsmænd
- NSDAPs tjenesteudmærkelsestegn i bronze
- Krigsfortjenestekors af 2. klasse
- Ridderkors af Dannebrogsordenen (1940-1945[6])

## Skrifter af Helmut Pfeiffer
- „Der Versicherungsmakler“. Inaugural Dissertation. Rechtswissenschaftliche Fakultät der Universität Köln, Würzburg 1932.
- „Rechtsaufklärung“, in: Unser Wille und Weg/Heft 5, Mai 1939, Seite 113. Monatsblätter der Reichspropagandaleitung der NSDAP. Die parteiamtliche Propagandazeitschrift der NSDAP. Herausgeber: Dr. J. Goebbels.
- „Tagungsbericht der internationalen Juristenbesprechung in Berlin vom 3. bis 5. April 1941 aus Anlass der Gründung der internationalen Rechtskammer“, Herausgeber: Helmut Pfeiffer, Deutscher Rechtsverlag, 1941.
- „Das Generalgouvernement und seine Wirtschaft“, herausgegeben von Staatssekretär Dr. Josef Bühler, Chef des Amtes des Generalgouverneurs, Reichsamtsleiter Dr. Wilhelm Heuber, Bevollmächtigter des Generalgouverneurs in Berlin. Bearbeitet von Rechtsanwalt Dr. Helmut Pfeiffer, Leiter der Wirtschaftsabteilung des Bevollmächtigten des Generalgouverneurs in Berlin. Deutscher Verlag für Politik und Wirtschaft, Abteilung Wirtschaftsordnung, Berlin-Halensee, Loseblattsammlung: 1940, Ergänzungen 1941.
- „Die Aufgaben der Internationalen Rechtskammer“, in : Arch. f. Urheber-, Film- und Theaterrecht 15, 1, 2-5 (1942), Archiv der Internationalen Rechtskammer 1942 / mit einem Geleitwort von Dr. Ohnesorge, bearbeitet und zusammengestellt von Helmut Pfeiffer, Berlin. Jamrowski 1943, 174.S.
- „Organisationsbericht“, in: Protokoll der Arbeitssitzung der internationalen Rechtskammer, Hohe Tatra, Juni 1943, vervielfältigte Maschinenschrift.

## Fotohenvisninger
Berlin – International Juristensamtal i Berlin på Huset af Nationalsocialistiske Retsbevarersforbund, 5. April 1941, Forbundsarkiv, Fotodatabank, Signatur: Bild
183-B02082.
- Artiklen er fra den tyske side om Helmut Pfeiffer